# Almenara de Tormes
Almenara de Tormes là một đô thị ở tỉnh Salamanca, phía tây Tây Ban Nha, cộng đồng tự trị Castile-Leon. Đô thị này có cự ly 18 kilômét so với tỉnh lỵ Salamanca và có dân số 255 người. Đô thị này có diện tích 70,65 km².
Khu vực này có độ cao 782 mét trên mực nước biển.
Mã số bưu chính là 37115.